# Otto Ketting
Otto Ketting (Amsterdam, 3 september 1935 – Den Haag, 13 december 2012) was een Nederlands componist, muziekpedagoog en dirigent. Hij schreef onder andere opera-, kamer-, ballet- en filmmuziek.

## Levensloop
Ketting werd geboren als zoon van de componist Piet Ketting. Hij studeerde aan het Koninklijk Conservatorium te Den Haag bij onder anderen Hendrik Andriessen en later bij Karl Amadeus Hartmann in München (1960-1961). In 1958 won hij de Gaudeamus Award voor jonge componisten tijdens de Gaudeamus Muziekweek.
Van 1954 tot 1961 was hij als trompettist verbonden aan het Residentie Orkest in Den Haag. Daarna heeft hij de trompet niet meer aangeraakt, maar in veel van zijn composities spelen koperblazers een belangrijke rol. Van 1967 tot 1971 gaf hij les als hoofdleraar instrumentatie en compositie aan het Rotterdams Conservatorium, daarna stapte hij over naar het Koninklijk Conservatorium in Den Haag, waar hij tot 1974 bleef en dezelfde functie vervulde als in Rotterdam. In de jaren daarna legde hij zich meer toe op dirigeren en publiceren.
Hij schreef onder andere muziek bij enkele films van Bert Haanstra (onder meer Alleman en Dokter Pulder zaait papavers) en voor de film De Anna van Erik van Zuylen.
Ketting was getrouwd met een dochter van dirigent en componist Willem van Otterloo. Hij overleed op 77-jarige leeftijd.

## Composities

### Werken voor orkest

#### Symfonieën
- 1959 Symfonie Nr. 1 (twaalftoontechniek)
- 1977-1978 Symfonie, voor saxofoonkwartet en orkest - (hiervoor ontving hij in 1979 de Matthijs Vermeulenprijs) - opgedragen aan het "Nederlands Saxofoonkwartet"
- 1989-1990 3e Symfonie
- 2007 4e Symfonie
- 2012 6e symfonie in opdracht van de NTR zaterdagmatinee

#### Andere werken voor orkest
- 1954 Sinfonietta, voor orkest
  1. Lento
  2. Allegretto
  3. Adagio molto
  4. Allegro
- 1957 Passacaglia (Gaudeamusprijs in 1957)
- 1958 Concertino, voor twee trompetten en orkest
  1. Intrada (Maestoso)
  2. Andante
  3. Lento
  4. Allegro
  5. Maestoso
  6. Finale-ostinato
- 1960 Fanfare et cortège, voor orkest
- 1960 Concertino, voor orkest en jazz-quintet (trompet, tenorsaxofoon, piano, contrabas en drums)
- 1963 Alleman, suite voor orkest uit de film "Alleman" van Bert Haanstra
  1. Titelmuziek
  2. Kinderen - Een middag in het park
  3. Geboorte - De eerste schooldag - Terugkeer - Einde
- 1966 Collage nr. 6, voor altsaxofoon, tenorsaxofoon, 1 of 2 contrabassen (elektronisch versterkt), drumstel en orkest
- 1967 Collage nr. 7, voor dansers en musici
- 1973 Concertino, voor klarinet en orkest
- 1973 For Moonlight Nights, muziek voor dwarsfluit (ook piccolo en altfluit) en 26 instrumentalisten
- 1975 Dokter Pulder zaait papavers, muziek uit de film van Bert Haanstra, voor hobo, klarinet, piano, slagwerk en strijkorkest
- 1977 Adagio, voor 2 klarinetten, basklarinet, hoorn, trompet, trombone, 2 slagwerkers, piano en strijktrio
- 1987 rev.1985 Capriccio, voor viool (solo), dwarsfluit, hobo, klarinet, basklarinet, fagot, hoorn, marimba, piano, viool, altviool, cello en contrabas
- 1989 Adagio, voor orkest
- 1991 De provincie - muziek uit de film van Jan Bosdriesz, voor hobo, hoorn, piano en klein strijkorkest
- 1992 De overtocht
- 1992 rev.1996 Medusa, voor altsaxofoon en orkest
- 1993 Het Oponthoud
- 1994 De Aankomst
- 1994 Kom, over de zeeën
- 1995 Cheops, voor hoorn en orkest
- 1999 Robert asks for Flowers - homage to Schumann, voor 4 trombones en orkest
- 2002 Architectural cadences, voor hobo, vibrafoon, marimba, harp en strijkers
- 2003 Lisbon revisited, voor orkest
- 2005 Chamber Concerto, voor hobo, klarinet, basklarinet, fagot, hoorn, trompet, trombone, slagwerk, piano, 2 violen, altviool, cello en contrabas (of met klein strijkorkest)
- 2008 Trajecten
- Printemps, voor strijkorkest (of strijkoctet)
- 2010 Kammersymphonie (verwijzing naar Franz Schreker - Kamersymfonie - 1916) in opdracht van het ensemble Asko❘Schönberg

### Werken voor harmonie- en fanfareorkest
- 1956 Fanfares 1956, voor koperblazers en slagwerk
  1. Maestoso
  2. Adagio
  3. Lento-Allegro-Meno mosso (Marcia)-Allegro-Maestoso
- 1958 Due Canzoni (Gaudeamusprijs in 1958)
- 1960 Divertimento festivo, voor fanfareorkest
  1. Ouverture
  2. Aubade
  3. Alla marcia
  4. Ballade
  5. Finale
- 1960 Intrada festiva, voor koperblazers (4 hoorns, 3 trompetten, 3 trombones, tuba) en slagwerk
- 1960 Variazioni, voor harmonieorkest (2 fluiten, hobo, althobo, 2 klarinetten, basklarinet, 2 fagotten, 2 hoorns, 2 trompetten, harp en slagwerker)
- 1961 rev.2000 Pas de deux, voor harmonieorkest
- 1963 Collage nr. 9, voor 22 muzikanten (hoorns, trompetten, trombones, bariton, tuba en 5 slagwerkers)
- 1965 Intérieur, balletmuziek voor harmonieorkest (2 fluiten, hobo, althobo, klarinet, basklarinet, fagot, 2 hoorns, 3 trompetten, 2 trombones, tuba, harp en 4 slagwerkers)
- 1972 Time Machine, voor harmonieorkest
- 1979 Mars, voor 4 klarinetten en 4 saxofoons (2 altsaxofoons, 2 tenorsaxofoons) (of 8 saxofoons)
- 1983 Monumentum, voor 4 (of 8) hoorns, 6 trompetten, 6 trombones, 2 tuba's, piano en 4 slagwerkers
- 2001 Eclips, voor fanfareorkest

### Muziektheater

#### Opera's
| Voltooid in | titel          | aktes     | première                                    | libretto                                           |
| ----------- | -------------- | --------- | ------------------------------------------- | -------------------------------------------------- |
| 1974        | Dummies        |           | 14 november 1974, Scheveningen, Kurhaus     | Bert Schierbeek                                    |
| 1986        | Ithaka (opera) | 10 scènes | 23 september 1986, Amsterdam, Muziektheater | Kees Hin en de componist naar Konstantínos Kaváfis |

#### Balletten
| Voltooid in | titel               | aktes   | première | libretto | choreografie      |
| ----------- | ------------------- | ------- | -------- | -------- | ----------------- |
| 1962        | Het laatste bericht |         |          |          | Benjamin Harkarvy |
| 1963        | Intérieur           | 7 delen |          |          | Jaap Flier        |

### Vocale muziek

#### Werken voor koor
- 1953 Kerstliederen, voor gemengd koor en orkest
  1. De nederige geboorte
  2. Nu syt wellecome
  3. Hoe leit dit kindeken

#### Liederen
- 1977 O, gij, Rhinoceros, voor sopraan, mezzosopraan, tenor, bariton, dwarsfluit, hobo, klarinet, fagot, trompet, slagwerk, piano, strijkkwartet en contrabas
- 1978 rev.1983 The light of the sun, zangcyclus voor sopraan en orkest - tekst: Maria Neefjes in het Engels vertaalde gedichten uit het oude Egypte
- 1990 Trois mélodies, voor sopraan en orkest
- 1992 Summer Moon, voor sopraan en orkest (op Japanse teksten)
  1. The drops of pattering rain - tekst: Priest Jakuren
  2. The cuckoo called - tekst: Fujiwara Sanesada
  3. In the village - tekst: Ryokan
  4. It's the east wind blowing - tekst: Tan Taigi
  5. It's bon - traditioneel
  6. We promised to see the moon come up - traditioneel

### Kamermuziek
- 1954 3 fanfares, voor 3 trompetten en 3 trombones
- 1955 Sonate, voor koperkwartet (2 trompetten, hoorn en trombone)
- 1957 Kleine suite, voor drie trompetten
- 1957 Serenade, voor cello en piano
- 1958 Thema en variaties, voor klarinet, fagot en piano
- 1965 Schilderijen van Co Westerik, muziek uit de film van Bob Kommer, voor dwarsfluit, hobo (tevens althobo), klarinet, basklarinet, hoorn, vibrafoon, celesta en harp
- 1966 Collage nr. 8, voor basklarinet en piano
- 1967 A Set of Pieces, voor dwarsfluit en piano
- 1968 A Set of Pieces, voor blaaskwintet
- 1979 Quodlibet, voor slagwerk, piano, basklarinet en strijkkwartet
- 1980 Autumn, voor hoorn en piano
- 1982 Musik zu einem Tonfilm, voor altsaxofoon, tenorsaxofoon, trompet, trombone, slagwerker, piano en 2 violen
- 1985 Summer, voor dwarsfluit, basklarinet en piano
- 1988 rev. 1995 Trio, voor viool, cello en piano. Opgedragen aan Emmy Verhey.
- 1988 Winter, muziek voor altfluit, harp, viool en cello
- 1989 Preludium, voor 12 saxofoons (1 sopraninosaxofoon, 2 sopraansaxofoon, 4 altsaxofoons, 2 tenorsaxofoons, 2 baritonsaxofoons en 1 bassaxofoon)
- 1998 Windsor Hotel, voor altsaxofoon en piano
- 2004 Strijkkwartet
- 2009 Trio, voor viool, hoorn en piano. Opgedragen aan Emmy Verhey, gecomponeerd in opdracht van het Emmy Verhey Festival.
- 2012 Dubrovnik 1968-2012, voor viool, klarinet en piano. Opgedragen aan Emmy Verhey.

### Werken voor orgel
- 1953 Concerto, per organo
  1. Praeludium (Fugato)
  2. Intermezzo-arioso
  3. Finale

### Werken voor piano
- 1952 Praeludium en fuga
- 1953 Fuga
- 1956 Komposition mit zwölf Tönen
- 1956 Sonatina nr. 1
- 1998 Palace Hotel

### Postume bewerking
- 2022 Ithaka Symphony, bewerking door Elmer Schönberger van delen uit de opera Ithaka voor symfonieorkest en bariton[3]

## Publicaties
- Otto Ketting: De ongeruste parapluie, notities over muziek 1970-1980, Den Haag: Uitg. Ulysses, Den Haag, 1981, 140 p. ISBN 90 650 30018
- Otto Ketting: De volledige werken van Matthijs Vermeulen, toelichting bij cd-uitgave Composers´ Voice 36-41.
- Otto Ketting: Highlights of the 1930-50 Dutch orchestral repertoire en Willem van Otterloo, toelichting bij cd-uitgave Philips.

### Over Otto Ketting
- Ton de Leeuw: New trends in modern Dutch music: 2, Sonorum Speculum 5, 1960, p. 174-181 (onder meer over Passacaglia, Due canzoni, Symphony)
- Ton de Leeuw: Otto Ketting: Due Canzoni, Sonorum Speculum 18, 1964, p. 10-15.
- Ernst Vermeulen: In gesprek met Otto Ketting, Preludium 32/2, oktober 1973, p. 25-26 (over Pas de deux)
- Wouter Paap: De componist Otto Ketting, in Mens en Melodie 29/5, mei 1974, p. 130-134
- Ton Hartsuiker: Otto Ketting and his Time machine, Sonorum Speculum 57, 1974, p. 1-13
- Elmer Schönberger: Inspiratie wantrouw ik ten zeerste: Otto Ketting, een componistenleven, Prometheus, 2022, ISBN 9789044641325

### Algemeen
- Leo Samama: Zeventig jaar Nederlandse muziek 1915-1985: voorspel tot een nieuwe dag, Amsterdam: Em. Querido's Uitgeverij, 1986, 323 p., ISBN 978-90-214-8050-3
- Jozef Robijns, Miep Zijlstra: Algemene muziek encyclopedie, Haarlem: De Haan, 1979-1984, ISBN 978-90-228-4930-9
- Sas Bunge, Rutger Schoute: 60 Years of Dutch chamber music, Amsterdam: Stichting Cultuurfonds Buma, 1974, 131 p.
- Marius Monnikendam: Nederlandse componisten van heden en verleden, Berlin: A.J.G. Strengholt, 1968, 280 p.
- Wouter Paap: Vrijblijvend musiceren, Mens en Melodie. 21 (1966), S. 33.
- Jos Wouters: Fifteen years Donemus: conversations with Dutch composers 1947-1962, Amsterdam: 1962
- Wolfgang Suppan, Armin Suppan: Das Neue Lexikon des Blasmusikwesens, 4. Auflage, Freiburg-Tiengen, Blasmusikverlag Schulz GmbH, 1994, ISBN 3-923058-07-1
- Wolfgang Suppan: Das neue Lexikon des Blasmusikwesens, 3. Auflage, Freiburg-Tiengen, Blasmusikverlag Schulz GmbH, 1988, ISBN 3-923058-04-7
- Wolfgang Suppan: Lexikon des Blasmusikwesens, 2. eränzte und erweiterte Auflage, Freiburg-Tiengen, Blasmusikverlag Fritz Schulz, 1976
- Brian Morton, Pamela Collins, Brian Ferneyhough: Contemporary composers, Chicago: St. James Press, 1992, 1019 p., ISBN 1558620850
- Hanns-Werner Heister, Walter-Wolfgang Sparrer: Komponisten der Gegenwart, Edition Text & Kritik, München, 1992, ISBN 978-3-88377-930-0
- Jean-Marie Londeix: Musique pour saxophone, volume II: repertoire general des oeuvres et des ouvrages d'enseignement pour le saxophone, Cherry Hill: Roncorp Publications, 1985
- Composium annual index of contemporary compoitions, Directory of new music 1982/83 edition, Los Angeles: Crystal Record, 1983. ISBN 978-9993898153
- John L. Holmes: Conductors on record, London: Victor Gollancz, 1982, 734 p., ISBN 0575027819
- Gösta Morin, Carl-Allan Moberg, Einar Sundström: Sohlmans musiklexikon - 2. rev. och utvidgade uppl., Stockholm: Sohlman Förlag, 1975-1979, 5 v.